# Яков Серски
Яков Серски (на сръбски: Јаков Серски; на гръцки: Ιάκωβος Σερρών) е сръбски православен духовник и книжовник, серски митрополит в средата на XIV век.

## Биография
По време на освещаването на основите на манастира „Свети Архангели“ в Призрен в 1342 година крал Стефан Душан поставя за негов пръв игумен личния си приятел Яков, видна фигура на сръбския църковен и културен живот. Така Яков започва да участва в сръбския Държавен събор. След падането на Сяр в 1345 година и бягството на гръцкия митрополит, Стефан Душан довежда за митрополит в града Яков. Яков вероятно взима участие в провъзгласяването на Сръбската патриаршия и коронясването на Стефан Душан за цар в 1346 година, както и в държавния събор за освещаване на „Свети Архангели“ в 1349 година, на който е обявен и първият дял на Законника. Присъства и на събора от 1353 година, който попълва Законника. Вторият сръбски патриарх Сава е избран на държавен събор в Сяр в 1354 година, като гости на Яков е целият двор. В 1352-1353 година цар Душан му дава феодалното имение на храма „Свети Никола“ в Кожле на Пчиня, което след смъртта на митрополита трябва да попадне във владение на Архангеловия манастир.
Подчинен епископ на Яков е Йеротей Кесарополски, подписал през юни 1357 година акт на гръцки.
Образованият и енергичен духовник остава серски митрополит и след смъртта на Душан, когато Сяр става столица на самостоятелното Сярско княжество под властта на царица Елена Българска, с която той също е в приятелски отношения. Яков ръководи сярската митрополия, педседателства нейния съд и подписва решенията му на славянски до ноември 1360 година.
По време на митрополит Яков монахът Калист преписва на пергамент в съборната църква „Св. св. Теодор Тирон и Теодор Стратилат“ в Сяр в началото на септември 1354 година едно четвероевангелие, което сега е в Британската библиотека под номер Add. 39626. В четвероевангелието е нарисуван ликът на Яков. В 1359 година за Синайския манастир Яков Серски дава да се препише Постен триод и Цветен триод, към който добавя така наречените Синайски стихове – четири майсторски изградени и симетрични стиха, с две рими и един парадокс – единственото, което е запазено от книжовната му дейност.